# Paul Sun-Hyung Lee
Paul Sun-Hyung Lee, född 16 augusti 1972 i Daejeon, är en sydkoreansk-kanadensisk skådespelare. Han är mest känd för sin roll som Randy Ko i såpoperan Train 48 (2003–2005) och som Appa i situationskomedin Kim's Convenience (2016–2021). Lee har även medverkat i flera Star Wars-serier på Disney+ där han spelar rollen som Captain Carson Teva, pilot för Nya republiken. Han spelar rollen som farbror Iroh i Avatar: The Last Airbender från 2024.

## Filmografi (i urval)
- 1995 – Where's the Money Noreen?
- 2002 – The Jonathan Wamback story
- 2003–2005 – Train 48 (TV-serie)
- 2005 – Isprinsessan
- 2005 – Missing (TV-serie)
- 2007 – Haverikommissionen (TV-program)
- 2010–2011 – Degrassi: The Next Generation (TV-serie)
- 2014 – Robocop
- 2016–2021 – Kim's Convenience (TV-serie)
- 2019–2023 – The Mandalorian (TV-serie)
- 2022 – The Book of Boba Fett (TV-serie)
- 2023 – Ahsoka (TV-serie)
- 2024 – Avatar: The Last Airbender (TV-serie)